# Краковский, Юзеф
Юзеф Краковский (пол. Józef Krakowski), при рождении Иосиф Игнатьевич (Исайя Израилевич) Краковский (пол. Szaja Krakowski; 29 июня 1914, Розпжа — 25 апреля 1986, Франкфурт-на-Майне) — польский военный и политический деятель (Польская рабочая партия), полковник Управления безопасности ПНР.

## Биография

### Довоенная жизнь
Родом из еврейской семьи. С 1928 года член детской коммунистической организации «Пионер». С 7 июля 1929 года член Коммунистического союза польской молодёжи. Входил в состав местного комитета, являлся курьером, был организатором тайных встреч в мотеле «Купецкий» в Ченстохове. После раскрытия в 1923 году переехал в Лодзь, где работал в Районном комитете и был руководителем движения «Пионер» в городе. Организатор массовых демонстраций, в 1933 году во время одной из забастовок был председателем комитета. 15 марта 1933 года арестован и приговорён к году тюрьмы. Отбывал наказание в тюрьме города Серадз, там же вступил в Коммунистическую партию Польши. После освобождения стал секретарём ячейки в Балутах и секретарём Союза левых. Член Межотраслевой комиссии профсоюзов. Делегат профсоюза на текстильной фабрике Эйтингтона, на которой работал. Постоянный член комитета объединённого фронта. В 1938 году уехал в Варшаву, спасаясь от преследования полицией, и вошёл в окружной комитет компартии Польши Домбровского угольного бассейна.

### В годы Второй мировой войны
В сентябре 1939 года Краковский оказался на территории, занятой РККА и присоединённой к СССР. Он отправился работать на лакокрасочную фабрику во Львов. С 1941 года — член ВКП(б) с учётом партийного стажа до 1928 года. После начала Великой Отечественной войны мобилизован в 178-й стрелковый полк РККА, участник сражений под Подгайцами, Збаражем и обороны Киева. Получил ранение, после госпитализации направлен в Москву по запросу исполкома Коминтерна. Отправлен в Бузулук в армию Андерса, назначен в 27-й полк 10-й пехотной дивизии, однако в день отбытия в Иран получил категорию «Е» (полностью непригоден к службе) и остался в СССР.
23 мая 1943 года зачислен в 1-ю польскую пехотную дивизию имени Тадеуша Костюшко Войска Польского в СССР. С 20 августа 1943 по 6 февраля 1944 года — замполит батальона 3-го пехотного полка. Участник битвы под Ленино, произведён в поручики и награждён бронзовой медалью «Заслуженным на поле Славы» и советским Орденом Красной Звезды. В начале 1944 года возглавил 9-й пехотный полк в 3-й пехотной дивизии имени Ромуальда Траугутта, позже замполит отдельного штурмового батальона. После образования Польского партизанского штаба в звании капитана назначен замполитом партизанской бригады «Грюнвальд», позже занимал аналогичную должность в партизанской бригаде имени Ванды Василевской. Член Польской рабочей партии, после расформирования бригады 2 августа 1944 года отправлен в Люблин, где назначен заместителем полномочного представителя ЦК Польской рабочей партии и Польского комитета национального освобождения в Праге. 14 сентября 1944 года выступил на первом общем собрании членов Польской рабочей партии в Праге.

### После войны
Краковский окончил курсы разведки НКВД в Куйбышеве. С 6 ноября 1944 по 19 января 1945 года — заместитель главы отдела охраны Министерства общественной безопасности. 16 января 1945 года вместе с генералом Владиславом Корчицем получил распоряжение подготовить парад 19 января 1945 года в освобождённой Варшаве. Назначен по решению ЦК вторым секретарём Лодзьского комитета Польской рабочей партии. 21 января назначен начальником воеводского управления общественной безопасности в Лодзи, 27 января — заместителем начальника. В июне переведён на аналогичную должность в Гданьске. С конца сентября 1945 по ноябрь 1948 года — заместитель главы воеводского управления общественной безопасности в Варшаве. Член Варшавского областного комитета Польской рабочей партии, делегат Национального собрания и Первого съезда Польской рабочей партии в декабре 1945 года. Демобилизован в конце 1948 года, воинское звание — полковник.
В 1949 году Краковский был назначен директором туристического бюро «Орбис», где работал до 1 января 1957 года. Позже работал в компании Film Polski как директор производства отдела «Kamera». 9 февраля 1959 года за злоупотребление полномочиями наказан предупреждением от Центрального комитета партийного контроля Польской объединённой рабочей партии, а в апреле 1968 года уволен с работы (из партии исключён в сентябре 1968 года). Эмигрировал в ФРГ, где и прожил остаток жизни.